# Pang Jiaying
Pang Jiaying (chiń. upr. 庞佳颖; chiń. trad. 龐佳穎; pinyin Páng Jiāyǐng; ur. 6 stycznia 1985 w Szanghaju) – chińska pływaczka specjalizująca się w stylu dowolnym, czterokrotna medalistka olimpijska, mistrzyni świata.
Największym jej sukcesem jest złoty medal mistrzostw świata w Rzymie w 2009 w sztafecie na dystansie 4 × 200 m stylem dowolnym i rekord świata w tym wyścigu (7:42,08 min) oraz brązowy medal w wyścigu na 200 m kraulem podczas igrzysk olimpijskich w Pekinie.